# With Me (пісня Sum 41)
«With Me» третій сингл з альбому «Underclass Hero» канадської панк-рок-групи Sum 41. Перший раз група виконала пісню в живу 26 січня 2008 на Daytona International Speedway в Дейтронне-Біч, Флорида. 4 лютий Sum 41 оголосили що зняли кліп на цю пісню. Сам сингл доступний тільки в цифровому виді.